# Sunrise Records
Sunrise Records was een onafhankelijk Amerikaans platenlabel dat jazz en rhythm & blues uitbracht. Het label werd in 1947 opgericht door Leonard Evans en bestond tot 1949.
Het in New York gevestigde label richtte zich op Afro-Amerikaanse markt en bracht grammofoonplaten uit van onder meer Al Hibbler, Mercer Ellington, Earl Hines, Johnny Hartman en Johnny Hodges, maar ook gospel-platen. De vroege opnamen van het label werden geproduceerd door Mercer Ellington, die ervoor zorgde dat bij veel opnames musici uit de band van zijn vader, Duke Ellington, meespeelden. Ellington had ook aandelen in de firma, die met het label Miracle Records financieel verbonden was. Na het einde van Sunrise Records kocht Leonard Chess de rechten van verschillende opnames (Al Hibbler bijvoorbeeld) en nam Mercer Ellington de Johnny Hodges-opnames over voor zijn Mercer-label.
Het label Sunrise Records is een ander label dan het gelijknamige label uit het begin van de jaren dertig.